# キース・ボーガンス
キース・ボーガンス  (Keith Ramon Bogans、1980年5月12日 - )  は、アメリカ合衆国ワシントンD.C.出身の元バスケットボール選手。ポジションはシューティングガード。身長196cm、体重97.5kg。

## 経歴

### 学生時代
マクドナルド選出のオールアメリカンチームに選ばれる優秀な高校生プレイヤーだったボーガンスは、バスケットの名門校デマッサ・カトリック高校卒業後、ケンタッキー大学に進学。1年目から先発起用され、2年目には17.0得点4.6リバウンドの成績でサウスイースタン・カンファレンス（SEC）のトーナメントMVPに選ばれた。3年目はやや期待外れのシーズンを過ごしてしまったが、最終学年には復活し、2度目のSECトーナメントMVPとAP通信選出のオールアメリカ・サードチームに選ばれ、チームをNCAAトーナメントのElite8に導いた。

### NBA時代
大学卒業後、2003年のNBAドラフトにエントリーし、ミルウォーキー・バックスから2巡目全体43位指名を受けてNBA入りを果たすも、直後にオーランド・マジックにトレードされた。ルーキーイヤーとなった03-04シーズンは、ドラフト下位指名者ながらも36試合に先発出場し、6.8得点4.3リバウンドの成績を残した。ボーガンスはドラフト時の期待以上の働きをしたが、このオフに創設されたばかりのシャーロット・ボブキャッツにトレードに出された。
新設チームのボブキャッツでは先発に起用される機会も増え、04-05シーズンは9.6得点3.1リバウンドの成績を残しが、翌05-06シーズン中にヒューストン・ロケッツへとトレードされる。ロケッツでも平均8.5得点を稼ぎ出していたが、フィールドゴール成功率4割台を下回るシュートセレクションの悪さも目立った。
06-07シーズンには古巣のマジックに復帰するも、故障を抱えてしまい、23試合を欠場、平均5.1得点とキャリア最低の生成に終わった。しかし翌07-08シーズンに復活したボーガンスはシューターに転身し、スリーポイントシュート試投数成功数ともに倍増、課題だったFG成功率は4割を越えてマジック躍進の陰の立役者となっている。
09-10シーズンは、サンアントニオ・スパーズでプレーした。
10-11シーズンはサンアントニオ・スパーズからシカゴ・ブルズに移籍。レギュラー争いを制して先発の座をつかんだ。主に第1クォーターと第3クォーターに出場し、主にディフェンス面で活躍している。周囲からは先発出場するには疑問があったが、ヘッドコーチのトム・シボドーからディフェンスを買われ、全試合に先発出場をしている。シーズン序盤は、3ポイントシュートの確率が悪く、フリーでも外すことがよく見られた。シーズン中盤以降は徐々に決まりだし、確率を上げている。
2012年2月1日、ニュージャージー・ネッツと契約。2012年夏、新生ブルックリン・ネッツと再契約した。
2013年7月12日、ボストン・セルティックスに移籍。2014年夏は、数チームをたらい回しにされた後、フィラデルフィア・セブンティシクサーズから解雇された。
その後は引退状態となっていたが、2016年1月29日、30代半ばにして現役復帰。Dリーグのウェストチェスター・ニックスと契約し、NBA復帰を目指すことになった。